# Akō
Akō (赤穂市, Akō-shi) és una ciutat de la prefectura de Hyōgo, al Japó.
El 2015 tenia una població estimada de 49.944 habitants. Té una àrea total de 126,88 km².

## Geografia
Akō està situada a l'extrem sud-oest de la prefectura de Hyōgo. Fa frontera per l'oest amb la prefectura d'Okayama i pel sud amb el mar interior de Seto. El riu Chikusa creua la ciutat pel centre.

## Història
Akō fou fundada oficialment l'1 de setembre de 1951.